# Huntington Desert Garden
El Jardín del Desierto Huntington (en inglés: Huntington Desert Garden), es un jardín botánico de 10 acres (4 hectáreas) de extensión, especializado en plantas de climas áridos y desérticos.
Forma parte de « The Huntington Library, Art Collections and Botanical Gardens» (La Biblioteca Huntington, Colecciones de Arte y Jardines Botánicos), ubicado en San Marino, California, Estados Unidos.
Los « Huntington Botanical Gardens» son miembros del BGCI.
El código de identificación del Huntington Desert Garden como miembro del "Botanic Gardens Conservation Internacional" (BGCI), así como las siglas de su herbario es HNT.

## Localización
Huntington Desert Garden, Huntington Botanical Gardens
1151 Oxford Road San Marino, Los Angeles County, California CA 91108 United States of America-Estados Unidos de América.
Planos y vistas satélites.34°7′38″N 118°6′36″O / 34.12722, -118.11000
Adyacente a estos jardines se encuentra el Desert Garden Conservatory. Se paga una tarifa de entrada.

## Historia
El Desert Garden contiene las plantas de los ambientes extremos, muchas de las cuales fueron adquiridas por Henry E. Huntington y William Hertrich (el primer conservador del jardín) en los viajes que realizaron por varios países de las Américas, de norte a sur. Uno de los jardines botánicos más importantes de Huntington, el "Desert Garden" albergó un grupo de plantas en gran parte desconocidas y menospreciadas a principios de la década de 1900. Conteniendo una amplia variedad de xerófitas (plantas adaptadas a la aridez), el "Desert Garden" alcanzó gran importancia y actualmente se encuentra entre los mejores del mundo, con más de 5.000 especies.
El Huntington Desert Garden es una de las mayores y más antiguas colecciones de cactus, suculentas y otras plantas de los desiertos, a nivel mundial, recolectadas a través de todo el planeta.
Mr. Huntington inicialmente no estaba interesado en el establecimiento de un jardín del desierto. A él no le gustaban los cactos en absoluto, debido a algunos encuentros desafortunados con chumberas durante los trabajos de construcción del ferrocarril. Pero Hertrich era persistente, y consiguió una vez más su objetivo y el Sr. Huntington construyó un ramal ferroviario a su jardín, para traer rocas, suelo y plantas con los vagones. Como Gary Lyons, un conservador posterior, comentó, "es muy conveniente tener un ramal del ferrocarril, y bolsillos profundos, cuando edificas un gran jardín". En un viaje a Arizona en 1908 llenó tres vagones del ferrocarril con especímenes para el nuevo jardín.
El reconocido arquitecto paisajista Roberto Burle Marx definió al Huntington Desert Garden como "el jardín más extraordinario del mundo".

## Colecciones
Ver también: Desert Garden Conservatory
Las colecciones son agave y géneros relacionados dentro de la familia Agavaceae, aloe (Aloaceae), terrestrial bromelias terrestres (Bromeliaceae), cactus (Cactaceae), echeveria, crassula, sedum y géneros relacionados de suculentas (Crassulaceae), euphorbia (Euphorbiaceae), y fouquieria (Fouquieriaceae).
Las Beaucarnea del Huntington, "Palmas" cola de poni, miembros de la familia de los agaves (no verdaderas palmas), son algunos de los are especímenes más viejos en cultivo, y entre los especímenes plantados más tempranamente en el Desert Garden. Las colecciones de agave y yucca del Desert Garden, junto con los cactus, están entre las colecciones para la investigación más importantes del Huntington.
Los aloes (Aloaceae) constituyen una de las mayores colecciones fuera de África. Aloe arborescens tiene una exhibición incomparable en invierno con las inflorescencias de rojos ardientes. Cerca de 200 de las 300 especies de aloes del mundo se cultivan en el jardín superior. La mayoría son del África meridional. El Aloe bainesii, que puede crecer cincuenta pies de alto, es el más alto.
Las Puyas son bromelias (Bromeliaceae) terrestres que presentan una floración espectacular en abril y principios de mayo.
La mayoría de las plantas columnares del desierto pertenecen al género Cereus. Forman la estructura de muchos de los paisajes del Desert Garden, produciendo flores a finales del verano y coloridos frutos entre septiembre y octubre. El Cereus xanthocarpus, con veinte toneladas, es la planta más voluminosa del jardín. Este cactus con apariencia de árbol ya era un espécimen maduro cuando fue plantado en 1905. Tiene una edad de aproximadamente 125 años.
La exhibición de cactus más espectacular de las que se muestran son los 500 cactus "asiento de la suegra" (Kroenleinia grusonii), con su aspecto de barril con sus gruesas púas amarillo dorado, el más viejo con más de 85 años. Florecen en la primavera, y son nativos de la región central de México. Esta es probablemente la mejor exhibición de "barriles de oro" en el mundo.
La familia de las crassula presenta hojas suculentas sin espinas, encontrándose sobre todo en México y África. El otoño fresco pone en evidencia los colores pastel de las hojas en aeonium, echeveria, kalanchoe, pachyphytum, y sedum.
Las plantas columnares parecidas a plantas de cactus que se encuentran en la sección de África del Desert Garden son Euphorbias suculentas y tienen un látex con aspecto lechoso que es cáustico. La mayor parte de las especies en el jardín son nativas de África del Sur y del África Oriental. La corona de espinas (Euphorbia milii), esta familiar planta ornamental espinosa, es nativa de Madagascar y produce coloristas brácteas a lo largo de todo el año.
El extraño "árbol boojum" (Fouquieria columnaris) nativo de Baja California, es una de las curiosidades de las Fouquieriaceae. El bien conocido ocotillo (F. splendens) se encuentra en el lecho de plantas de California. El jardín central tien un diseño paisajista con numerosas fouquierias procedentes de México con floraciones de color rojo intenso la mayoría del año.
El jardín tiene la colección más grande de piedras vivas de América, pequeñas plantas nativas del África meridional del género Lithops. La colección de plantas crasas es igualmente significativa. Estas plantas producen los vástagos muy gruesos que pueden parecer patatas dulces torcidas. El vástago sirve como estructura del almacenaje de agua siendo denominado caudex.
Fuente:.

## Imágenes del Desert Garden

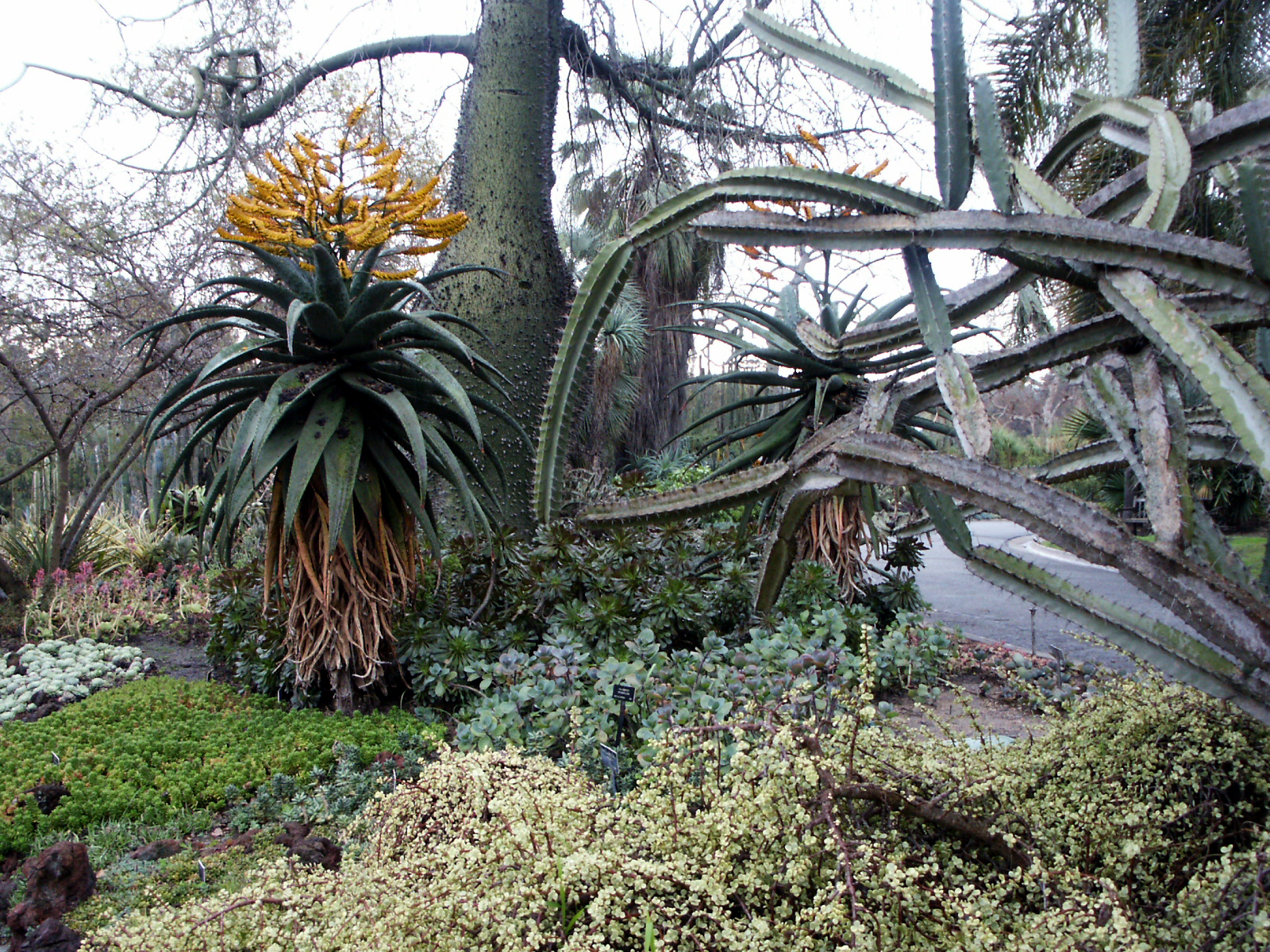
Aloe marlothii en floración, con Ceiba speciosa y euphorbia
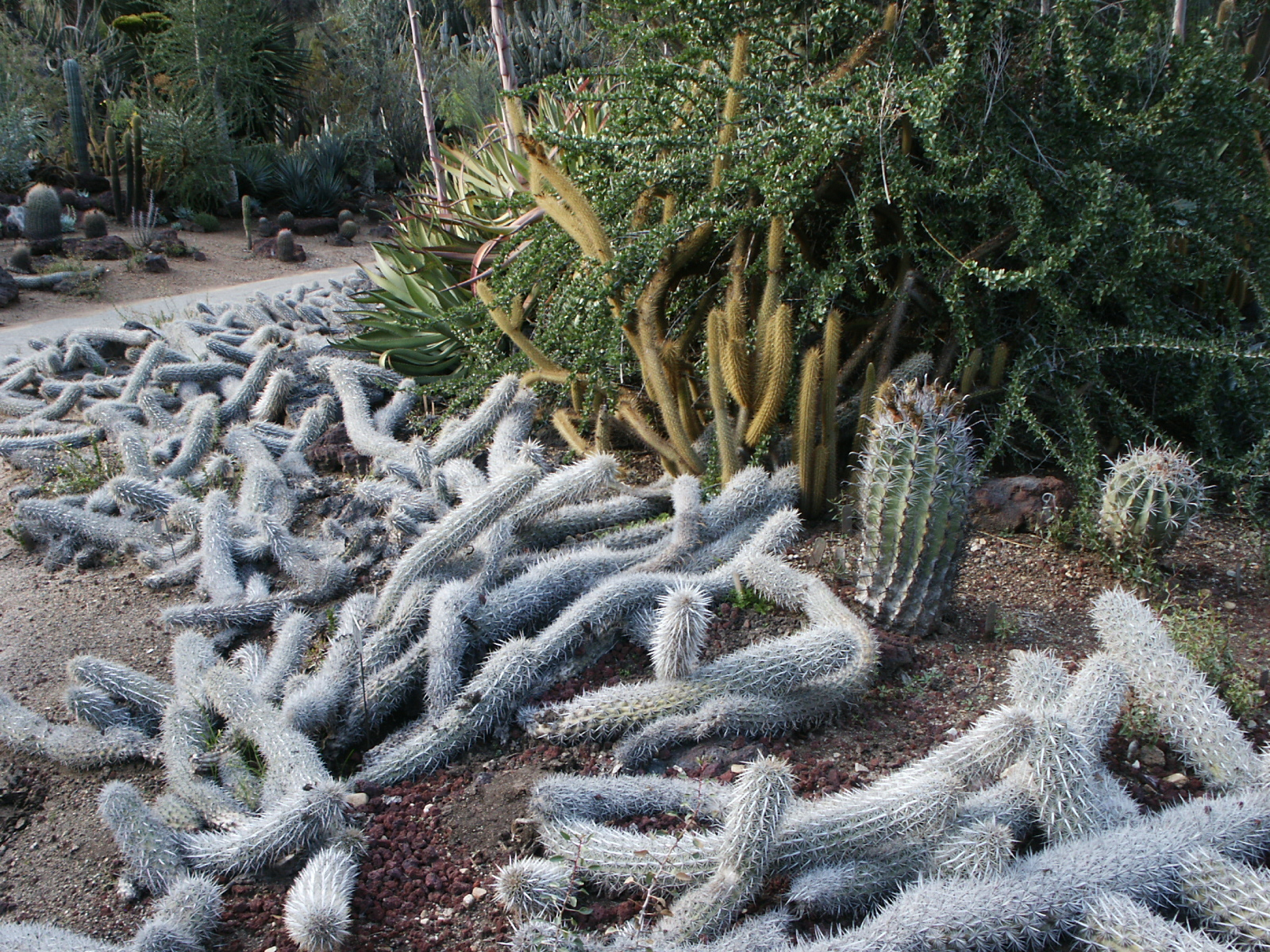
Creeping Devils (Stenocereus engus), con Fouquieria y cactus barril
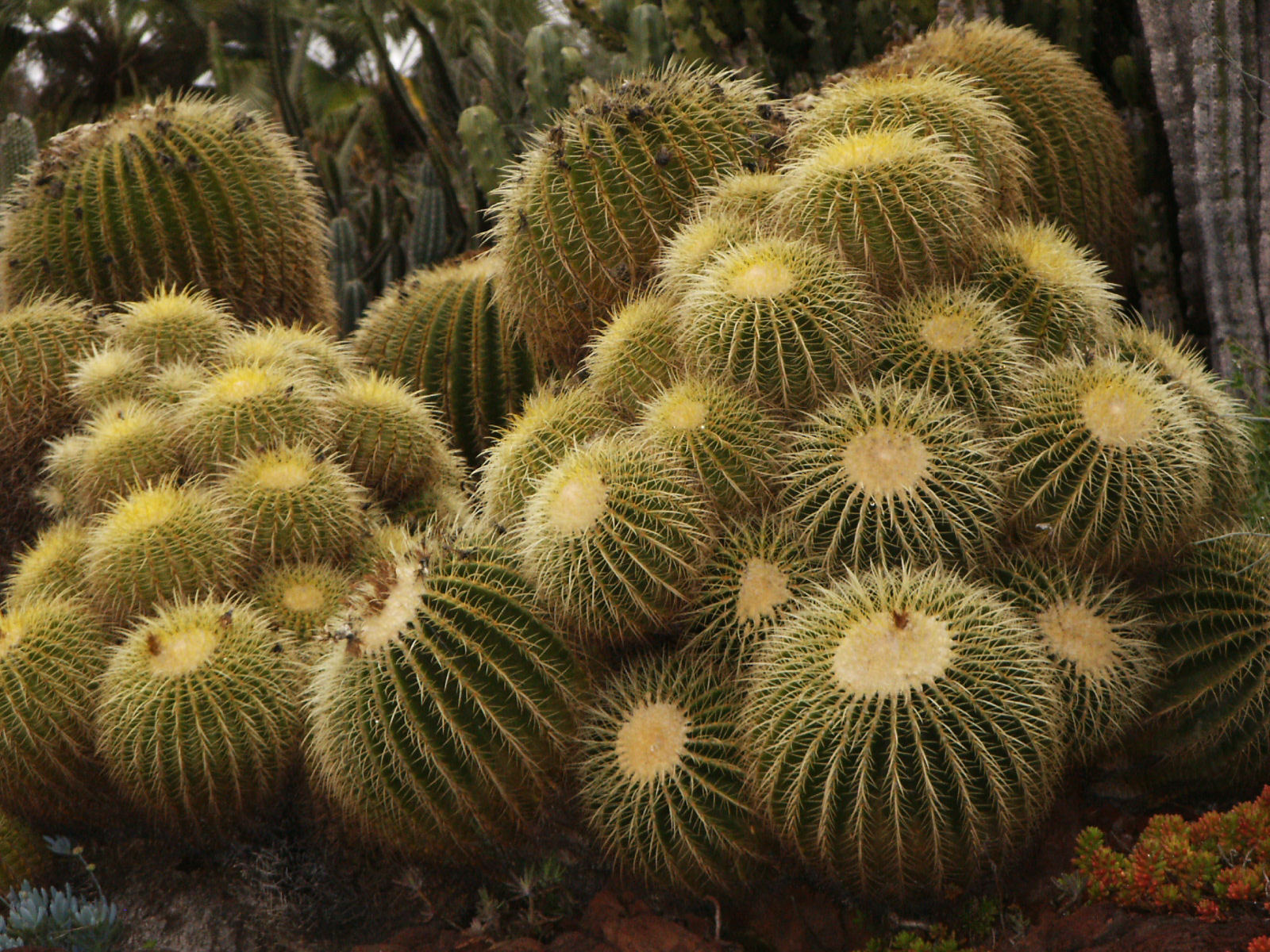
Un grupo de cactus barril dorados maduros (Kroenleinia grusonii).
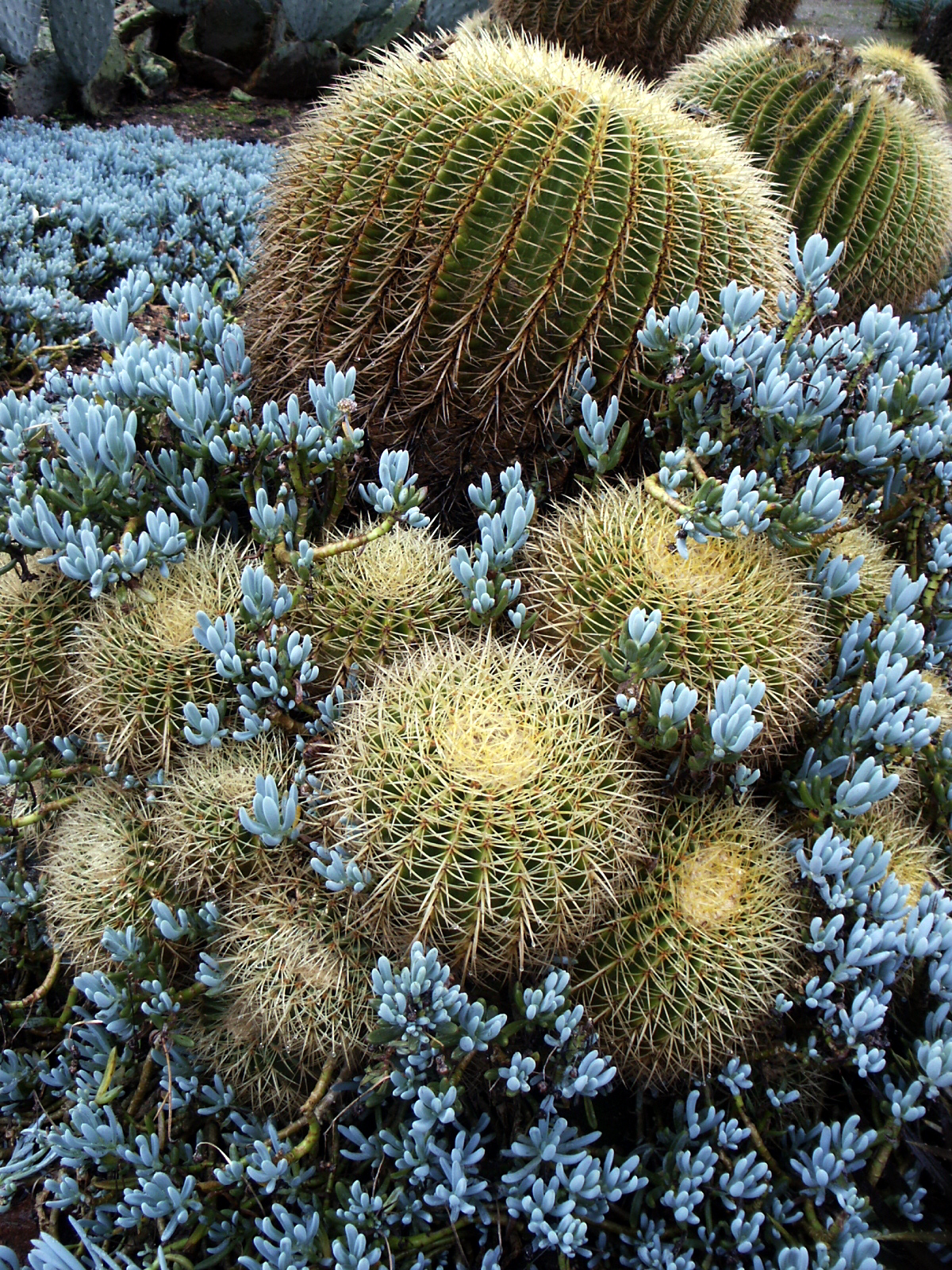
Barriles dorados con Senecio mandraliscae, las suculentas Blue Stick o Blue Finger
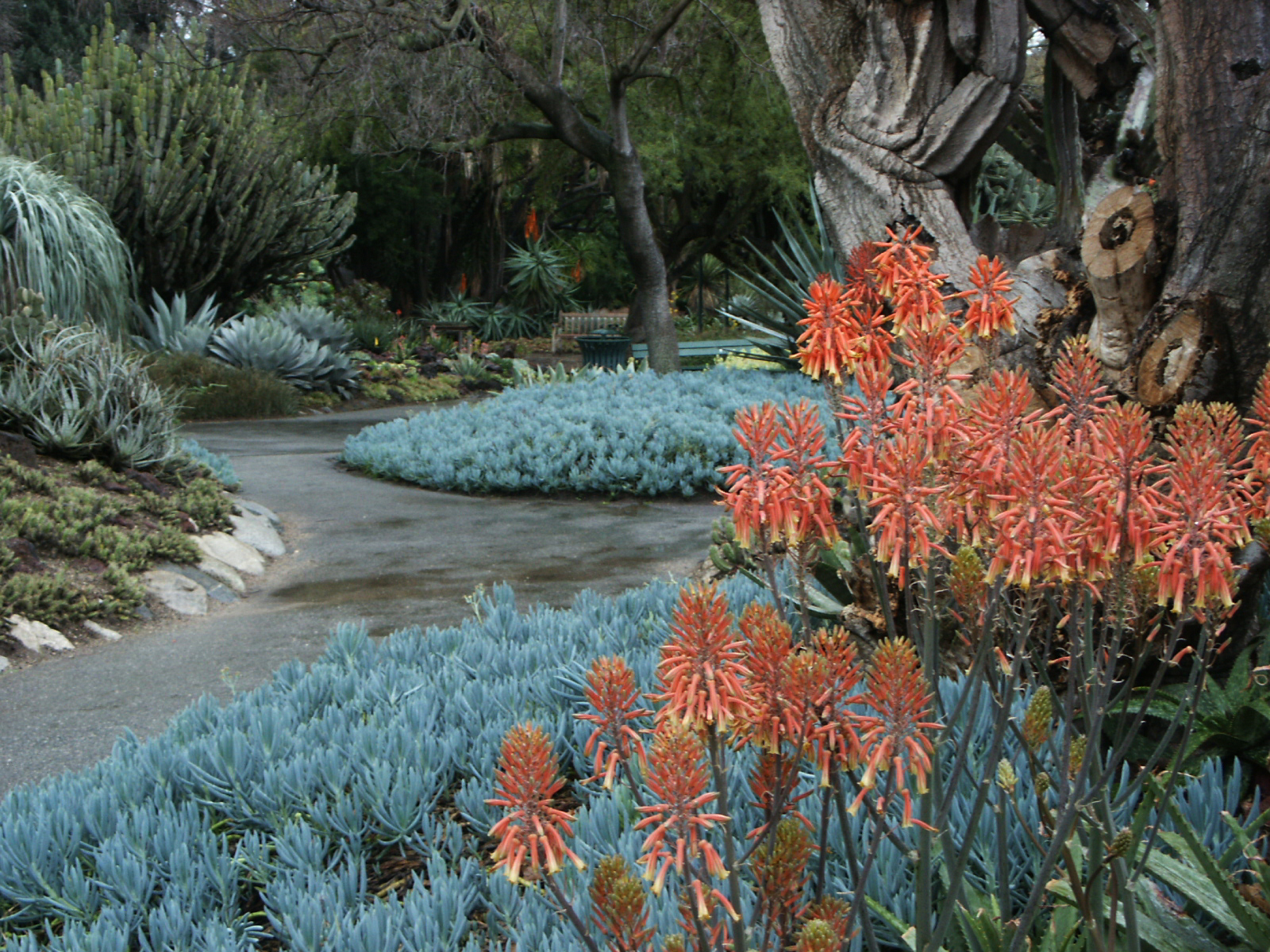
Aloe saponaria (Zebra o aloe Africano) y tiras azules de la suculenta Senecio mandraliscae, mostrando senderos y diseños en el jardín.
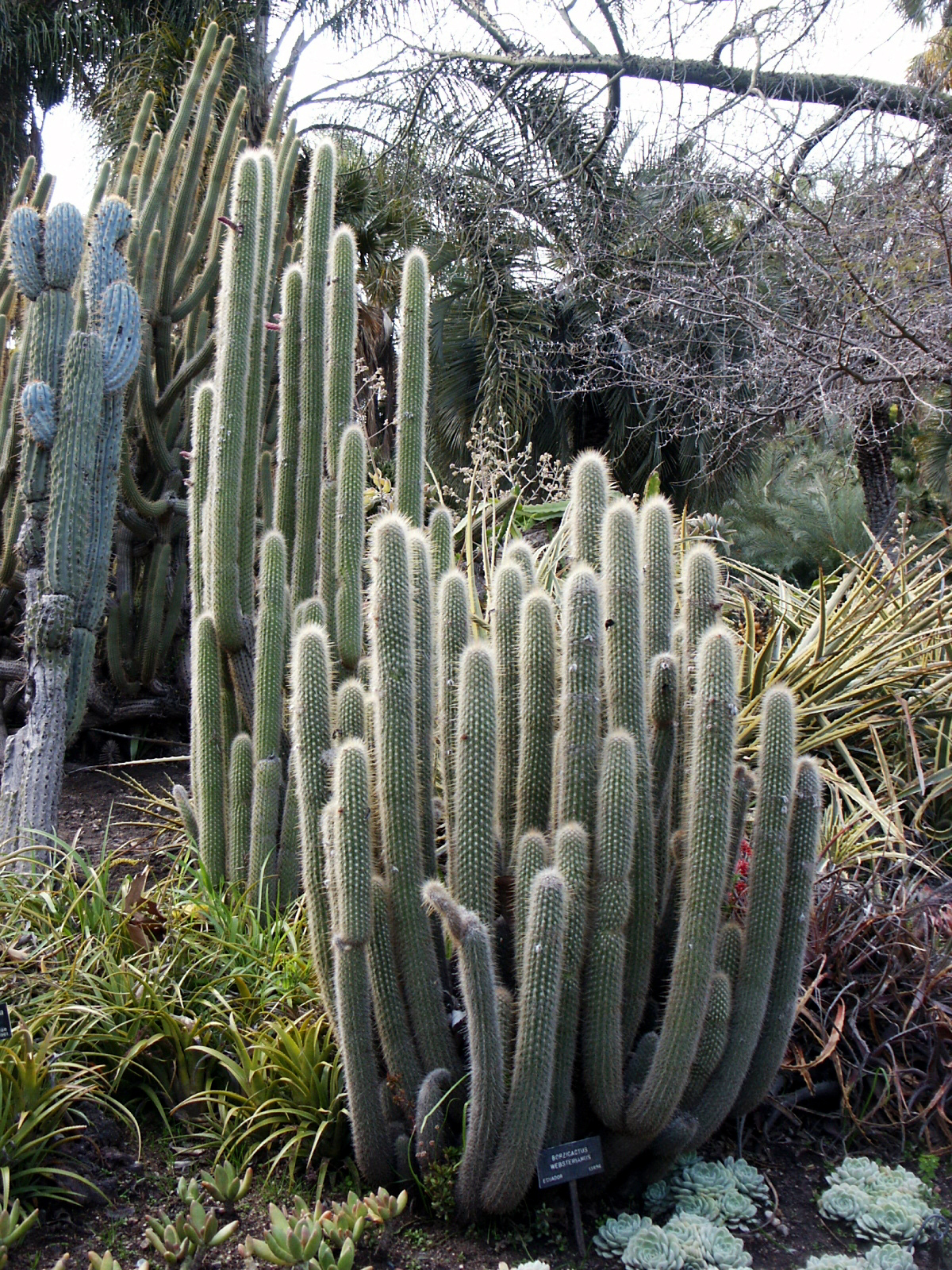
Borzicactus websteramus y otros, especies relacinadas con los columnares Cleistocactus